# Remedios Climent
Remedios Climent (Valencia, España - Buenos Aires, Argentina, 1980) fue una vedette y actriz de cine, televisión y teatro española de amplia trayectoria en Argentina.

## Carrera
Remedios Climent fue una polifacética actriz perteneciente a una familia de artistas, ya que su hermano fue el primer actor Vicente Climent, casado desde 1917 con la bailarina y vedette del Teatro Maipo, Lucía Bessé, y sus sobrinos el actor cómico Tito Climent y la también actriz Alicia Climent. Todos ellos formaron un conjunto teatral donde desplegaron su talento para la comicidad en las tablas de los teatros porteños.
En cine debutó en 1956, en La historia del chivo, junto a Ana María Campoy y José Cibrián, el tercer episodio de “Con el más puro amor”. Luego vinieron películas como Basta de mujeres (1977) con Alberto Olmedo y Susana Giménez, y Custodio de señoras (1979) junto a Jorge Porcel y Graciela Alfano. Se despidió de la pantalla grande en 1979 con la comedia La nona,  encabezada por Pepe Soriano, Juan Carlos Altavista, Osvaldo Terranova y Eva Franco.
En teatro se lució primero como Triple cómica característica y luego como actriz, Integra en 1922 la Compañía de la Zarzuela Enrique Muiño - Elías Alippi junto a las jóvenes actrices Lucía Bessé, Carmen Giménez, Ada Cornaro, entre otras. formó parte de la Compañía de Sainetes, comedias y dramas de  Humberto Zurlo junto con Paquito Busto, Mecha López, José Otal, en 1924
También tuvo algunas participaciones en televisión, siendo ya mayor. En 1956 tuvo su espacio en la pantalla chica argentina con un ciclo de teatro con Mecha Ortiz, María Armand, Gloria Morán y Pedro Quartucci.

## Filmografía
- 1981: Gran Valor en la Facultad de Medicina.
- 1979: La nona.
- 1979: Custodio de señoras.
- 1977: Las turistas quieren guerra.
- 1977: Basta de mujeres.
- 1969: Breve cielo.
- 1956: La historia del chivo.

## Teatro
- 1955: También las mujeres han perdido la guerra de Curzio Malaparte.